# Svartmaskad saltator
Svartmaskad saltator (Saltator cinctus) är en fågel i familjen tangaror inom ordningen tättingar.

## Utseende och läte
Svartmaskad saltator är en distinkt och vacker stenknäcksliknande fågel. Den har ett svart bröstband, svart ansikte och svart strupe, mestadels röd kraftig näbb, gult öga och vit stjärtspets. Könen är lika. Sången består av ett mjukt och upprepat "chu-chu-chu-chu-whit?". Även metalliska och vassa gnisslande ljud kan höras. 

## Utbredning och systematik
Fågeln förekommer i Anderna från sydöstligaste Colombia till nordöstra Peru. Den behandlas som monotypisk, det vill säga att den inte delas in i några underarter.

### Familjetillhörighet
Tidigare placerades Saltator i familjen kardinaler. DNA-studier visar dock att de tillhör tangarorna.

## Levnadssätt
Svartmaskad saltator förekommer sällsynt i molnskog, åtminstone i vissa områden framför allt i närheten av bambu. Den ses vanligen enstaka eller i par, i skogens nedre och mellersta skikt. Tillfälligtvis kan den slå följe med kringvandrande artblandade flockar.

## Status och hot
Arten har ett stort utbredningsområde, men tros minska i antal, dock inte tillräckligt kraftigt för att den ska betraktas som hotad. Internationella naturvårdsunionen IUCN listar arten som livskraftig (LC). Beståndet uppskattas till 30 000 vuxna individer.